# 日本大学通信教育部

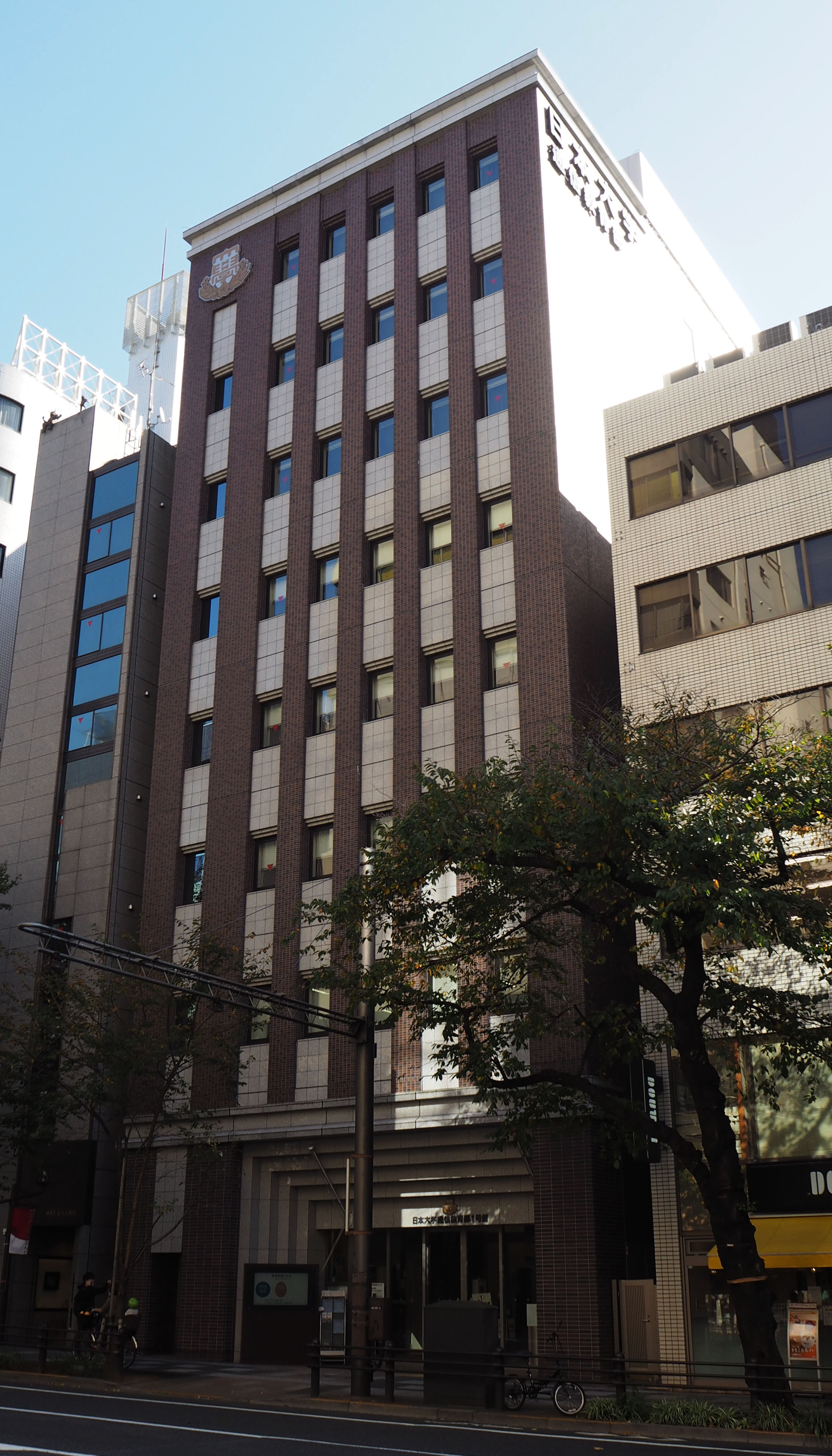
通信教育部1号館（東京都千代田区九段南四丁目）。隣のドトールコーヒーなどが入居する雑居ビル・りそな銀行市ケ谷支店を挟んで日本大学会館（本部）が近接している。

日本大学通信教育部（にほんだいがくつうしんきょういくぶ、英語: Distance Learning Division, Nihon University）は、日本大学に設置されている通信教育課程である。略称は日大通信（にちだいつうしん）。

## 概要
文部科学省に認可された正規の大学通信教育課程であり、公益財団法人私立大学通信教育協会に加盟している。人文科学・社会科学を中心とした4学部8学科・専攻が設置されており、卒業すると通学課程と同等の学位（学士）が授与される。2024年現在、18歳から90歳までの約7,500人が在籍しており、1948年に開設されて以来、3万6,000人を超える卒業生を輩出している。所定の科目を履修することで中学校・高等学校の教育職員免許状、司書教諭、学芸員の資格が取得できるため、科目等履修生として在籍している学生も多い。
東京都心に通信教育部独自のキャンパスを有しているほか、各学科・専攻に1～2名程度の専任教員が配置されているのも大きな特徴である。昼間スクーリングを中心に受講すれば、通学課程の学生と変わらない大学生活を送ることが可能である（スクーリングだけでの卒業が可能）。入学式及び卒業式は通学課程と合同で日本武道館で行われる。

## 沿革
- 1948年（昭和23年） - 旧制日本大学に通信教育部設置認可。三崎町校舎に開設。
- 1949年（昭和24年） - 新学制に移行。通信教育部法学部・文学部・経済学部開設。
- 1957年（昭和32年） - 経済学部商業学科が独立し、商学部商業学科となる。
- 1958年（昭和33年）
  - 1月 - 文学部が文理学部となる。
- 2004年（平成16年） - インターネットによるメディア授業を開始する。通信教育部校舎内に総合生涯学習センターを開設（三崎町キャンパス3号館内）。
- 2014年（平成26年）
  - 9月 - 通信教育部・総合生涯学習センターともに三崎町キャンパスから日本大学会館の隣接地（市ヶ谷キャンパス）に新築移転。
- 2024年（令和6年）
  - 課外講座として、日本語教師養成プログラムが開始。

## 教育及び研究

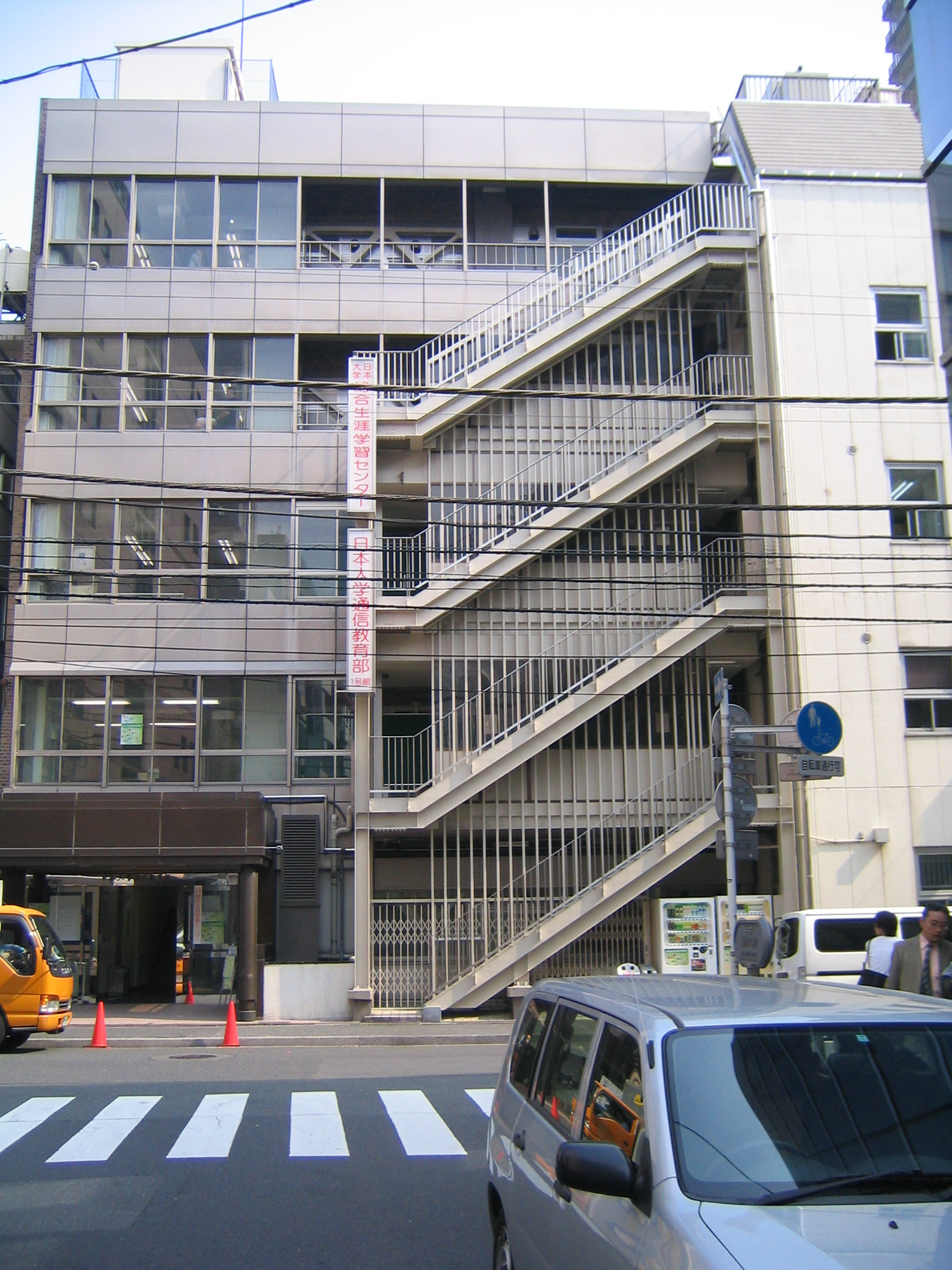
旧通信教育部1号館（千代田区西神田）。現在は法学部14号館となり、法科大学院が入居している。

### 学部・学科
- 法学部（学位は学士（法学））
  - 法律学科
  - 政治経済学科
- 文理学部（学位は学士（文学））
  - 文学専攻（国文学）[注 3]
  - 文学専攻（英文学）[注 4]
  - 哲学専攻[注 5]
  - 史学専攻[注 6]
- 経済学部（学位は学士（経済学））
  - 経済学科
- 商学部（学位は学士（商学））
  - 商業学科

### 通信教育研究所
開放制教育について研究し、学術の発展に寄与することを目的として、1984年（昭和59年）2月に設置された。公開講座や公開シンポジウムを開催しているほか、世界中の人々が日本文化・日本語を多言語で学ぶことができる優れたeラーニング教材を開発・作製するために、英語・中国語・韓国語の研究者と協力した基礎研究を行っている。

## 学習方法
通信授業、スクーリング、メディア授業を組み合わせ、卒業に必要な単位（124単位）を修得する。なお、卒業論文は文理学部のみ必修であり、法・経済・商学部においては選択科目のうちの一つとして扱われている。

### 通信授業
配本申請や購入で指定された教材を入手した後、その教材を用いて自宅で学習し、リポートを提出する。その後、科目修得試験を受験し、試験とリポートの両方で合格した場合、単位が修得できる。科目修得試験は年4回、全国約50会場で行われる。

### スクーリング・メディア授業

#### 昼間スクーリング
平日の昼間に開講されるスクーリング。月曜から金曜の9時から17時50分の時間帯で5時限実施される。

#### 夜間スクーリング
ウェブ会議システム「Zoom」を利用した同時双方向型遠隔授業。前期（4月中旬から7月下旬）及び後期（9月下旬から翌年1月中旬）の平日19時から20時30分に実施される。各曜日1講座、最大5講座受講することができる。 

#### 夏期スクーリング
毎年8月に実施される3日間の短期集中型スクーリング。4期程度開講され、1期につき1講座の受講が可能。日本大学通信教育部最大のスクーリングで、全国から学生が集まる。

#### 東京スクーリング
平日のスクーリング受講が困難な学生のため、土曜日・日曜日等の休日を利用して開講されるスクーリング。現在は、Google Classroomによるオンデマンド授業5日間（月曜から金曜）と東京での対面授業2日間（土曜・日曜）を組み合わせた形となっており、5月・6月・10月・11月・2月に実施されている。

#### 地方スクーリング
首都圏以外に居住している学生を対象に、全国主要都市（札幌・大垣・大阪・福岡）で東京スクーリングと同じ形態の授業（オンデマンド5日間＋対面2日間）が開講される。大垣会場は大垣日本大学高等学校、大阪会場は近畿大学東大阪キャンパスで実施されることが多い。

#### メディア授業
Eラーニングシステムを利用した非同時双方向型遠隔授業。受講期間は約2ヶ月半。前期・後期の年2回開講される。

#### Sメディア
2024年度より新設された、Google Classroomを利用した非同時双方向型遠隔授業。受講期間が約3週間と、上記のメディア授業よりも短い短期集中型。5月・6月・7月・11月・12月・2月に開講される。

## 取得できる資格
日本大学通信教育部では、所定のコースを履修することで、中学校・高等学校の教育職員免許状、司書教諭、学芸員の各資格を取得することができる。ただし、科目等履修生は学芸員コースを履修することはできない。
取得できる教員免許状は以下の通りである。
| 学部     | 学科・専攻         | 中学校第一種・第二種 | 高等学校第一種 |
| -------- | ------------------ | -------------------- | -------------- |
| 法学部   | 法律学科           | 社会                 | 地理歴史 公民  |
| 法学部   | 政治経済学科       | 社会                 | 地理歴史 公民  |
| 文理学部 | 文学専攻（国文学） | 国語                 | 国語           |
| 文理学部 | 文学専攻（英文学） | 英語                 | 英語           |
| 文理学部 | 哲学専攻           | 社会                 | 公民           |
| 文理学部 | 史学専攻           | 社会                 | 地理歴史       |
| 経済学部 | 経済学科           | 社会                 | 地理歴史 公民  |
| 商学部   | 商業学科           |                      | 商業           |

このほか、令和6年度より日本語教師養成プログラムが課外講座として開講されている。

## 学生支援

### 学習センター
学習上の悩みを相談できる場所として、全国の主要都市に学習センターが設置されており、週末や科目修得試験実施日を中心に開室されている。学習センターには卒業生が指導員として配置されており、教材や補助教材、参考図書、過去のリポート等を閲覧することができる。

#### 学習センター設置都市
- 北海道北広島市（札幌日本大学高等学校）
- 岩手県盛岡市（いわて県民情報交流センター）
- 宮城県仙台市（東北高等学校）
- 山形市（日本大学山形高等学校）
- 福島県郡山市（日本大学工学部）
- 茨城県土浦市（土浦日本大学高等学校）
- 群馬県高崎市（群馬コンベンションセンター または 高崎商工会議所）
- 千葉県習志野市（日本大学生産工学部津田沼キャンパス）
- 東京都千代田区（通信教育部1号館）
- 神奈川県藤沢市（日本大学生物資源科学部）
- 新潟県新潟市（ガレッソ花園 または 新潟大学新潟駅南キャンパス）
- 長野市（長野日本大学高等学校）
- 岐阜県大垣市（大垣日本大学高等学校）
- 静岡県三島市（日本大学国際関係学部）
- 愛知県名古屋市（中産連ビル）
- 大阪府東大阪市（近畿大学東大阪キャンパス）[4]
- 広島市（広島YMCA国際文化センター または RCC文化センター）
- 福岡市（福岡県水産会館）
- 熊本市（ユースピア熊本）
- 宮崎市（宮崎日本大学高等学校）

### 転籍・転部制度
通信教育部の学生が、通学課程の同一学部へ学籍を移すこと（例：通信教育部 経済学部 → 通学課程 経済学部）を「転籍」という。転籍試験を受験し、合格することで通学課程へ転籍することができる。転籍試験受験者のうち半数程度が合格し、通学課程へ転籍している。また、通信教育部の学生が、通学課程の異なる学部へ異動する「転部」制度（例：通信教育部 経済学部 → 芸術学部）も存在する。

## 定員及び学生数
（2024年5月現在）
| 学部           | 学科・専攻         | 入学定員 | 収容定員 | 学生数 |
| -------------- | ------------------ | -------- | -------- | ------ |
| 法学部         | 法律学科           | 3,000    | 12,000   | 712    |
| 法学部         | 政治経済学科       | 3,000    | 12,000   | 519    |
| 文理学部       | 文学専攻（国文学） | 3,000    | 12,000   | 688    |
| 文理学部       | 文学専攻（英文学） | 3,000    | 12,000   | 1,624  |
| 文理学部       | 哲学専攻           | 3,000    | 12,000   | 547    |
| 文理学部       | 史学専攻           | 3,000    | 12,000   | 629    |
| 経済学部       | 経済学科           | 1,500    | 6,000    | 1,127  |
| 商学部         | 商業学科           | 1,500    | 6,000    | 1,590  |
| 通信教育部全体 | 通信教育部全体     | 9,000    | 36,000   | 7,436  |

## 所在地・アクセス
キャンパスや事務組織は大学院総合社会情報研究科（通信制大学院）と共有している。

### 所在地

#### 通信教育部1号館・2号館
メインキャンパス。昼間スクーリングの全授業、東京スクーリングの一部授業および大学院のスクーリングが行われる。事務局の大半の部署（庶務課・教務課・学生課・会計課）および東京都学習センター、学生・学修支援センターが置かれる。
```
〒
102-8005  
東京都
千代田区
九段南
4-8-28
```

#### 通信教育部3号館（日本大学会館第二別館）
通信教育部および大学院総合社会情報研究科の専任教員の研究室のほか、事務局の一部部署（入学課・管財課・研究事務課）が所在する。
```
〒
102-8251  東京都千代田区
五番町
12-5
```

### アクセス
- JR東日本 中央・総武線（各駅停車） 市ケ谷駅 徒歩4分
- 東京メトロ有楽町線・ 東京メトロ南北線、 都営地下鉄新宿線 市ヶ谷駅 A2出口から徒歩2分
- 東京メトロ東西線・ 東京メトロ半蔵門線 九段下駅 1・2番出口から徒歩16分

東京における各種対面スクーリングは、上記の通信教育部1号館のほか、千代田区神田三崎町の法学部キャンパス（最寄駅:水道橋駅）や世田谷区桜上水の文理学部キャンパス（最寄駅:桜上水駅・下高井戸駅）、世田谷区砧の商学部キャンパス（最寄駅:祖師ヶ谷大蔵駅）などでも実施される。

## 関係者
※ウィキペディア日本語版に記事が存在する人物のみ記載。

### 通信教育部長

#### 現任
- 陸亦群（日本大学経済学部教授）

#### 元通信教育部長
※カッコ内の年は通信教育部長としての在任期間。
- 福田弥夫（通信教育部長(2010-2016)。八戸学院地域連携センター教授）
- 松重充浩（通信教育部長(2022-2025)。日本大学文理学部教授）

### 通信教育部 専任教員

#### 現専任教員
- 中澤瞳（通信教育部文理学部哲学専攻 准教授）
- 前野高章（通信教育部経済学部経済学科 教授）

#### 元専任教員
※カッコ内の年は通信教育部専任教員としての在職期間。
- 雨宮史卓（通信教育部教授(2016-2025)。日本大学商学部教授）
- 池村正道（通信教育部専任講師→助教授(1986-2001)。日本大学名誉教授）
- 陸亦群（通信教育部専任講師→准教授→教授(2003-2018)。日本大学経済学部教授）

### 兼担教員
日本大学の他学部所属で、通信教育部のスクーリング授業も受け持っている教員を「兼担教員」という。ここでは、令和7年度開講のスクーリングを担当する教員を記載する。
- 秋草俊一郎（大学院総合社会情報研究科 准教授）
- 大久保拓也（法学部 教授）
- 加藤孝治（大学院総合社会情報研究科 教授）
- 北野秋男（文理学部 特任教授）
- 柑本英雄（法学部 教授）
- トーマス・ロックリー（法学部 准教授）
- 羽田翔（法学部 准教授）
- 平野卓治（文理学部 教授）
- 古川隆久（文理学部 教授）
- 三澤真明（法学部 准教授）
- 山本直（法学部 教授）
- 陸亦群（経済学部 教授）
- 渡邊容一郎（法学部 教授）

### 非常勤講師
- 鈴木ふさ子（文芸評論家）
- 谷口榮（葛飾区主査学芸員）
- 濵田俊也（文京学院大学経営学部教授）

### 通信教育教材執筆者
令和7年度現在、通信授業で使用されている教材（通信教育教材）を執筆した者（故人を含む）。
- 赤澤計眞（元新潟大学教授） - 『西洋史概説』
- 板倉宏（日本大学名誉教授） - 『刑事訴訟法』
- 上杉明（元日本大学教授） - 『英作文Ⅰ』『英作文Ⅱ』
- 梅沢昌太郎（元日本大学教授） - 『商業政策』
- 大村政男（日本大学名誉教授） - 『心理学概論』
- 加藤直人（元日本大学教授） - 『東洋史特講Ⅰ』
- 岸上慎二（日本大学名誉教授） - 『国文学講義Ⅲ』
- 北野秋男（日本大学文理学部特任教授） - 『教育原論』
- 楠家重敏（元杏林大学教授） - 『日本史特講Ⅰ』
- 工藤美知尋（日本ウェルネススポーツ大学教授） - 『外交史』
- 栗林均（元日本大学助教授、東北大学名誉教授） - 『国語音声学』
- 小林良彰（元日本大学教授） - 『西洋経済史』
- 杉本稔（日本大学名誉教授） - 『政治学原論』『政治学概論』
- 関谷喜三郎（日本大学名誉教授） - 『貨幣経済論』
- 高木市之助（元日本大学教授） - 『国文学概論』
- 立石友男（日本大学名誉教授） - 『自然地理学概論』
- 永井啓夫（元日本大学教授） - 『国文学講義Ⅳ』
- 中村英勝（元日本大学教授、お茶の水女子大学名誉教授） - 『西洋史概説』『外国史概説』
- 沼野輝彦（元日本大学教授） - 『刑事訴訟法』
- 船山泰範（日本大学名誉教授） - 『法学』『刑法Ⅱ』『刑事訴訟法』
- 本田弘（日本大学名誉教授） - 『行政学』
- 前島郁雄（元日本大学教授、旧・東京都立大学名誉教授） - 『自然地理学概論』
- 松浦義弘（成蹊大学名誉教授） - 『西洋史概説』『外国史概説』
- 松重充浩（日本大学文理学部教授） - 『東洋史特講Ⅰ』
- 山上徹（元日本大学教授、同志社女子大学名誉教授） - 『交通論』

### 著名な出身者
※在学中の者、中途退学等の離籍者を含む。

#### 政治
- 糸山英太郎（元参議院議員・元衆議院議員、湘南工科大学総長）
- 井上義行（参議院議員、元内閣総理大臣秘書官）
- 浦田勝（元熊本県議会議員、元参議院議員）
- 音喜多駿（前参議院議員、元東京都議会議員）[7]
- 行田邦子（埼玉県行田市長、元参議院議員）[8]
- スーパークレイジー君（元宮崎市議会議員・元埼玉県戸田市議会議員、YouTuber、歌手）

- 園田直（元衆議院議員、第45-46代衆議院副議長、第40代内閣官房長官、第45・59代厚生大臣、第101-102・105代外務大臣）
- 中野英幸（衆議院議員、元埼玉県議会議員）
- 升田重蔵（元北海道寿都町長）

#### 学術
- 岩城禮三（言語学者、札幌医科大学名誉教授）
- 大野和雄（商学者、函館大学名誉教授・元学長）
- 藤澤全（国文学者、元日本大学教授）

#### 文学
- 大垣俊輔（作家、劇作家、白根開善学校高等部教諭）
- 川上未映子（小説家、詩人）
- 残間昭彦（随筆家）
- 高見広春（小説家）

#### スポーツ
- 阿井英二郎（元プロ野球選手、札幌国際大学スポーツ人間学部教授）
- 岡嵜雄介（元プロ野球選手、武田高等学校教諭・硬式野球部監督）
- 園田彩乃（プロテニス選手）
- 高畠導宏（元プロ野球選手）
- 田村岳斗（元フィギュアスケート選手）
- 千春（リングアナウンサー、元女子プロレスラー）
- 堀内優（女子レスリング選手）
- 山本聖子（女子レスリング選手・指導者）
- 吉田道（元プロ野球選手、浜松学院高等学校教諭・硬式野球部監督）

#### 芸能
- 萩原浩一（ラジオパーソナリティ）
- 篠宮暁（お笑い芸人・オジンオズボーン）
- シバノソウ（シンガーソングライター）
- 春風亭昇羊（落語家）
- 八波むと志（俳優、コメディアン）